# لامية العرب
لامية العرب قصيدة تنسب لشاعر جاهلي هو الشنفرى عرفت بلامية العرب، دون سواها من لاميات الجاهليين، ولقد تناولها مشاهير الأدب واللغة بالشرح والتحليل، ومنهم الزمخشري والمفضل الضبي والمبرد وغيرهم، كما أُعجب بها المستشرقون، فترجمت إلى الإنجليزية والفرنسية والألمانية والإيطالية واليونانية، ولعل من أسباب ولع الأدباء والمستشرقين بها، جزالة ألفاظها، وتعبيرها الصادق عن حياة العربي وأخلاقه زمن الجاهلية، وعن حياة الصعاليك على وجه الخصوص.

## مؤلف القصيدة
هو ثابت بن أواس الأزدي (أواس بن الحجر بن الهنوء الأزدي) والمعروف بالشنفرى، وهو شاعر جاهلي، من فحول الطبقة الثانية.
لكن هذه القصيدة تنسب إلى ابي العباس محمد بن يزيد المعروف بالمبرد، التي على قصيدة الشنفرى، المشهورة بلامية العرب.

## شروح القصيدة
عني بهذه اللامية عدد من العلماء العرب والمسلمين فشرحها نحو أربعين عالماً من بينهم:
- المبرد (محمد بن يزيد) ت 291 هـ / 940م، وقد نشرت (لامية العرب) في إسطنبول عام 1300هـ. وهي الآن في حكم المخطوط وذلك لقدم تحقيقها، ولندرة وجودها.
- التبريزي (يحيى بن علي) 502 هـ / 1109م
- الزمخشري (جار الله) ـ 538هـ / 1143م. ونشر (اعجب العجب في شرح لامية العرب)، في إسطنبول سنة 1300هـ.
- وتولى العكبري (عبد الله بن الحسين) 616هـ ـ 1219م (إعراب لامية الشنفرى) وصدر الكتاب بتحقيق (محمد أديب عبد الواحد جمران) ـ بيروت 1404هـ ـ 1984م.
- (المنتخب في شرح لامية العرب) ليحيى بن أبي طي الحلبي المتوفى سنة 630 هـ، ومنه نسخة في الأسكوريال، رقمها 314
- ولابن ايلجك التركي (محمد بن الحسن) شرح ألفه سنة 698هـ/1298م توجد نسخة منه بخط المؤلف في مكتبة ايا صوفيا في إسطنبول رقمها 3145.
- وللنقجواني (المؤيد بن عبد اللطيف) شرح الفه سنة 983هـ/1574م منه نسخة في مكتبة ليدن بهولندا رقمها 2758/3.
- وللفيومي (جاد الله) شرح وضعه سنة 1101هـ/1689م منه نسخة في دار الكتب المصرية في القاهرة رقمها أدب 195.
- ولابن زاكور (محمد بن قاسم) المتوفى سنة 1120هـ 1708م شرح له عنوان طريف هو (تفريج الكرب عن قلوب أهل الأرب في معرفة لامية العرب) منه نسخة في مكتبة البلدية بالإسكندرية رقمها 3889.
- شرح للسويدي (عبد اللّه بن الحسين) المتوفى سنة 1174هـ/ 1761م منه نسخة في مكتبة المتحف البريطاني في لندن (رقمها اضافات 23/584).

## وصلات خارجية
- بوابة الشعراء : ديوان الشنفرى
- لامية العرب بوابة الخيمة اطلع عليه في 18 أغسطس 2015.